# ۱۶ ربیع‌الثانی
۱۶ ربیع‌الثانی، شانزدهمین روز از ماه ربیع‌الثانی در تقویم هجری قمری است.
در تقویم هجری قمری قراردادی این روز صد و پنجمین روز سال است.